# Kendal
Kendal este un oraș în comitatul Cumbria, regiunea North West, Anglia. Orașul se află în districtul South Lakeland a cărui reședință este.

## Personalități marcante
- George Romney, pictor